# Scablands

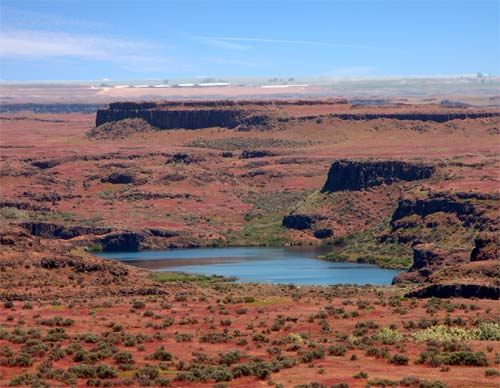
Reserva Natural nacional de Drumheller Channels.

Los Scablands o Channeled Scablands (traducido del inglés: terrenos pelados acanalados) es un territorio desnudo, relativamente libre de tierra en la zona este del estado de Washington, Estados Unidos, que quedó expuesto por un evento tremendamente violento , un cataclismo catastrófico que tuvo lugar en el último Dryas Reciente. Es un accidente geológico único producto de la erosión en el estado de Washington y se originó por las inundaciones cataclísmicas del lago glaciar Missoula que barrian periódicamente el este de Washington y descendían por la meseta del río Columbia durante el Pleistoceno. El geólogo J. Harlen Bretz acuñó el término en una serie de trabajos que publicó en la década de 1920. El debate sobre el origen de los Scablands se ha extendido cuatro décadas y es uno de los mayores debates en la historia de las ciencias de la Tierra. Los Scablands también son importantes para los científicos planetarios ya que probablemente sean el mejor análogo terrestre de los canales del planeta Marte.